# Higashiizu
Higashiizu (jap. 東伊豆町 Higashiizu-chō) – miasto w Japonii, na wyspie Honsiu, w prefekturze Shizuoka. Według danych na rok 2020 miejscowość zamieszkiwało 11 488 mieszkańców , a gęstość zaludnienia wyniosła 147,6 os./km².